# (22174) Allisonmae
(22174) Allisonmae (2000 XG28) – planetoida z pasa głównego asteroid okrążająca Słońce w ciągu 4,22 lat w średniej odległości 2,61 j.a. Została odkryta 4 grudnia 2000 roku.